# Baviola luteosignata
Baviola luteosignata е вид паяк от семейство Скачащи паяци (Salticidae). Видът е застрашен от изчезване.

## Разпространение
Разпространен е в Сейшели.